# Utrecht Te Deum and Jubilate
Utrecht Te Deum and Jubilate és el nom d'una composició coral en dues parts composta per Georg Friedrich Händel per a celebrar el Tractat de Utrecht (Pau de Utrecht) i el final de la Guerra de la Successió espanyola el 1713. El conjunt, dins la música sacre, està format per un Te Deum, HWV 278, i un Jubilate Deo (Salm 100), HWV 279. La combinació dels dos textos en anglès segueix models anteriors. L'estrena se celebrà el 13 de juliol de 1713 en un acte en catedral de Saint Paul a Londres.

## Context històric
Händel va compondre l'obra per celebrar la Pau de Utrecht el 1713. Ha estat descrit com el seu primer encàrrec de la família reial britànica, tot i que l'Oda per l'Aniversari de Reina Anne sembla anterior. També és la seva primera obra sacra important amb text en anglès. Händel va seguir els model del Te Deum and Jubilate per a corda i trompeta compost el 1694 per Henry Purcell, el qual de manera regular s'interpretava en els actes oficials a St Paul fins i tot després de la mort del compositor. També tingué com a referent un arranjament de 1709 de William Croft. Com en aquests dos models, Händel va fer servir una combinació de dos textos litúrgics, l'himne ambrosià Te Deum, We praise thee, O God, i un arranjament del Salm núm. 100, O be joyful in the Lord, all ye lands, que és un càntic regular de la pregària anglicana de matines. Va seguir la versió del Book of Common Prayer. El 5 de març de 1713 es va presentar per primera vegada en un assaig públic a la catedral de Saint Paul.
El Te Deum and Jubilate, juntament amb una altra composició As Pants the Hart va representar per a Händel un ingrés anual concedit per la cort de la Reina Anne. Donald Burrows escriu a Händel and the English Chapel Royal que "la seva estreta associació amb la Cort, reforçada per la seva contribució musical en molts esdeveniments personals de la família reial, li va proporcionar tant els beneficis com els desavantatges de ser identificat com a part del cercle socila dels Hannover." Tanmateix, en el moment en què se li concedí la pensió anual, no era tan clar que continuaria gaudint del favor del futur rei, Jordi I que, de fet, es va oposar al Tractat d'Utrecht.
Händel va fer un arranjament del Jubilate cap el 1717 o 1718 per al Duc de Chandos. El Te Deum and Jubilate va ser interpretat regularment a St Paul en el Festival of the Sons of the Clergy, alternant amb l'obra de Purcell, fins que el 1743 s'estrenà el Dettingen Te Deum.
Utrecht Te Deum and Jubilate fou publicat en una partitura completa en la dècada del 1730. Va ser publicat pel Deutsche Händelgesellschaft el 1870 a Leipzig com a HWV 278 i 279 en l'edició completa de les obres de Händel. Friedrich Chrysander el va editar com a volum 31 de "G.F. Händel's Werke: Ausgabe der Deutschen Händelgesellschaft", i el va titular Utrechter Te Deum und Jubilate, amb textos en anglès i alemany. Chrysander cita en el prefaci una partitura publicada el 1731 per John Walsh: Te Deum and Jubilate, for Voices and Instruments performed before the Sons of the Clergy at the Cathedral-Church of St. Paul. Compos'd by George Frederick Handel. London. Printed for & sold by John Walsh.
Utrecht Te Deum and Jubilate ha estat publicat per Bärenreiter en el Hallische Händel-Ausgabe (HHA). Els números de l'estructura que es presenta a continuació segueixen aquesta edició crítica.

## Instrumentació i estructura

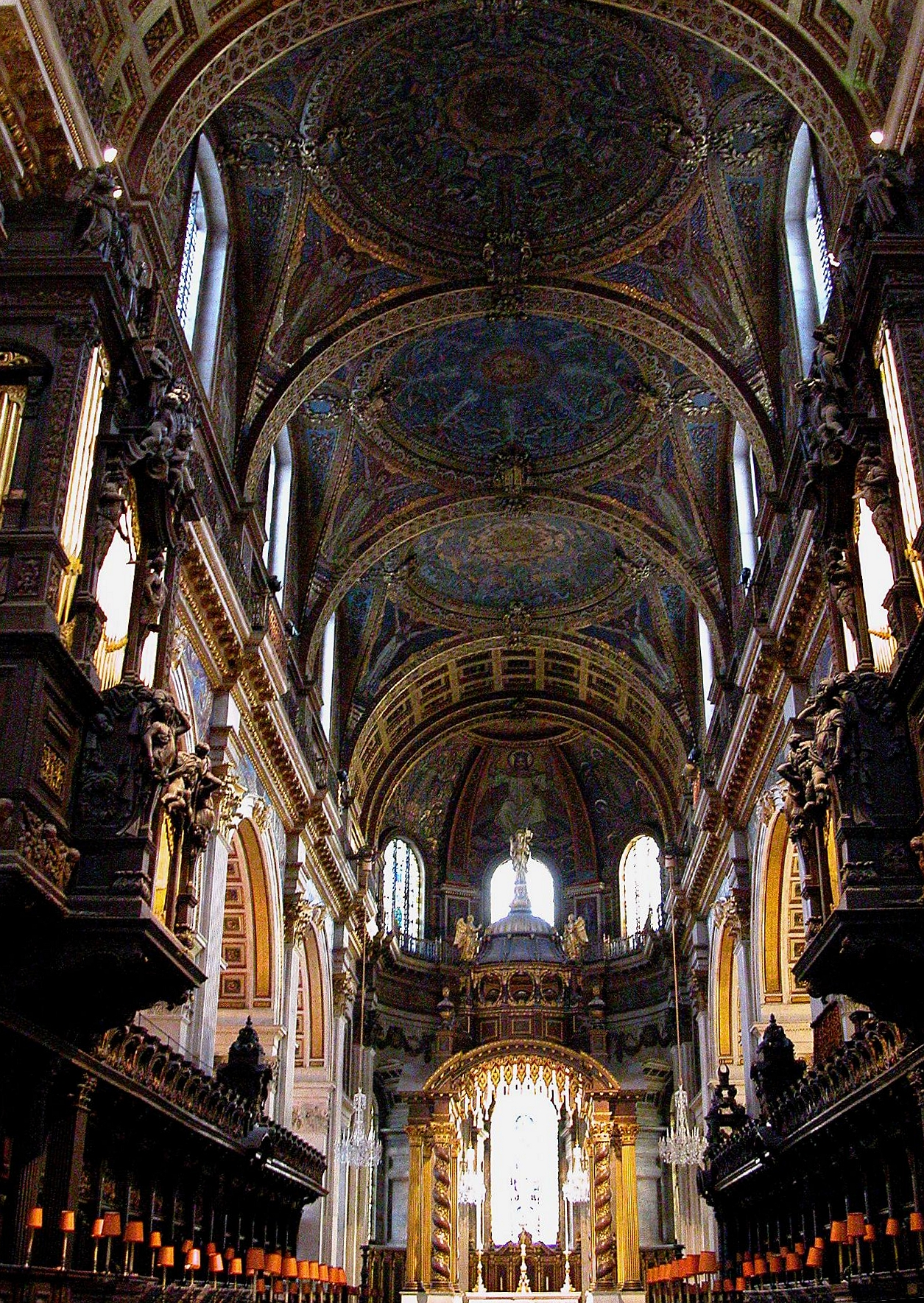
St La catedral de Paul, l'interior que fa front a est

L'obra està instrumentada per a sis solistes (dos sopranos, dos contralts, tenor i baix), cor mixt, dos trompetes, flauta travessera, dos oboès, fagot, corda (tres violins, viola, cello), i baix continu. El cor és a cinc veus (SSATB) en la majoria dels moviments, però en alguns moments les contralts i tenors és divideixen com les sopranos; la doxologia final comença a vuit veus. Gairebé tots els moviments són indicats per a solistes i cor; no hi ha cap ària. En interpretacions modernes, el nombre de solistes habitualment és redueix a quatre cantants.

### Te Deum
1. We praise Thee, O God (Adagio, SATB)
2. To Thee all Angels cry aloud (Largo e staccato, 2 altos, TB uníson)
3. To Thee Cherubin and Seraphim (Andante, 2 sopranos, SSATB)
4. The glorious Company of the Apostles (Andante – Adagio – Allegro – adagio – Allegro, tenor, bass, two sopranos, SSATB)
5. When thou took’st upon thee to deliver man (Adagio – allegro – adagio – Allegro, SSATB)
6. We believe that thou shalt come to be our judge (Largo, soprano, alto, tenor, bass, SATB)
7. Day by day we magnify thee (Allegro, double choir: SST AATB)
8. And we worship thy name (SSATB)
9. Vouchsafe, O Lord (Adagio, SSAATB)
10. O Lord, in thee have I trusted (Allegro, SSATB)

### Jubilate
1. O be joyful in the Lord, all ye lands (alto, SATB)
2. Serve the Lord with gladness (SSATB)
3. Be ye sure that the Lord he is God (duet: alto, bass, violin, oboe)
4. O go your way into his gates (SATB, strings)
5. For the Lord is gracious (Adagio: 2 altos, bass, oboes, violins)
6. Glory be to the Father (SSAATTBB)
7. As it was in the beginning (SSATB)

## Música
Handel podia confiar en els bons cantants de la Chapel Royal per a fer de solistes. A diferència del que succeeix en les seves òperes, l'obra està escrita principalment per a cor; hi ha un doble cor en el fragment "Day by day we magnify thee", i una part homofònica en les paraules "Glory be to the Father", que és per a un cor a vuit veus.
En el Te Deum, Händel va inserir petits solos per aconseguir una varietat de textures en la línia d'un concert grosso, per expressar millor les paraules. En el segon moviment, les dues contralts solistes comencen a cantar juntes "To Thee all Angels cry aloud" sobre una base amb el cor a l'uníson d'octaves i dient "the heavn and all the pow'rs therein". En el tercer moviment, l'anunci "To Thee Cherubin and Seraphim continually do cry" és interpretat per dues sopranos, mentre que el cor, de manera homofònica canta "Holy, holy, holy". De la mateixa manera, en el quart moviment el tenor solista canta "glorious Company of the Apostles", el baix solista continua amb "the goodly fellowship", i les sopranos solistes "The noble army of martyrs praise Thee" que condueixen a un tutti sobre les paraules "The holy church". Finalment, el moviment culmina amb un adagio amb el text "The father of an infinite majesty" i conclou de manera imitativa sobre la paraula "glory". El començament del cinquè moviment ha estat comparat a la música de Renaixement: una contralt solista fa referència a "the Virgin's womb", i a continuació els quatre solistes un cappella canten "sharpness of death", que contrasta amb les paraules del cor "Thou didst open the Kingdom of heav'n". Händel va signar la darrera pàgina del Te Deum amb SDG (Soli Deo Gloria – Només a la glòria de Déu).
En el Jubilate, només el primer moviment és per a solista i cor, un contralt solista, qui presenta un tema de coloratura, que després el cor repeteix. El primer moviment és una adaptació de "Laudate Pueri" que Händel va compondre el 1707 per les Carmelite Vespers a Roma. El tercer moviment és un duet introspectiu per a contralt i baix solistes, amb un solo d'oboè i violí; està basat en el primer moviment de A mirarvi io son intento (HWV 178), que Händel havia compost l'any 1711 a Hannover. En el cinquè moviment, tres veus greus s'expandeixen damunt les paraules For the Lord is gracious. Tots altres moviments són per a cor.

## Enregistraments
- Bach: Magnificat; Händel: Utrecht Te Deum / Harnoncourt, Nikolaus Harnoncourt, Arnold Schoenberg Cor, Concentus Musicus Wien, Felicity Palmer, Marjana Lipovsek, Philip Langridge, Kurt Equiluz, Ludwig Baumann, Teldec 1996[6]
- Händel: Utrecht Te Deum & Jubilate, Christopher Hogwood, Decca 1998
- Música per St Paul és, John Scott, St el cor de Catedral de Paul, El Parley d'Instruments, Sophie Daneman, Julia Gooding, Robin Blaze, Rogers Covey-Crump, Mark Le Brocq, Andrew Dale Forbes, DISCID 1998[7]
- Vivaldi: Gloria, Händel Utrecht Te Deum and Jubilate, Simon Preston, Christ Cor de Catedral de l'Església, Oxford, Acadèmia de Música Antiga, Emma Kirkby, Judith Nelson, Carolyn Watkinson, Charles Brett, Rogers Covey-Crump, Paul Elliott, David Thomas, L'Oiseau-Lira
- Tractat de Utrecht, Jos van Veldhoven, Netherlands Bach Societat, Nicki Kennedy, William Torres, Wolfram Lattke, Julià Podger, Peter Harvey, Clàssics de Canal Enregistra 2010[4][8][9]